# Danijelov članak
Danijelov članak je poboljšani naponski članak izumljen 1836. godine. Javnosti ga je predstavio britanski kemičar John Frederic Daniell. Ova vrsta članka tijekom svog rada daje stalnu struju. Danijelov članak je galvanski članak. U njemu su elektrode od cinka (anoda) i bakra (katoda). Otopina je sulfatno kisela. Svaka od elektroda uronjena je u otopinu svojih iona, a dvije otopine međusobno odvaja glinena porozna pregrada. Proces koji se odvija u članku je redukcija iona Cu2+ i oksidacija cinka u Zn2+, uz elektromotornu silu od 1,100 V.